# Bitwa pod Dashiqiao
Bitwa pod Dashiqiao – starcie zbrojne, które miało miejsce w dniach 24–25 lipca 1904 roku w pobliżu Dashiqiao – stacji kolejowej na linii Harbin–Port Artur w trakcie wojny rosyjsko-japońskiej.

## Opis
Zwycięstwo w bitwie pod Delisi (Wafangou) nad 1 Korpusem Syberyjskim pod dowództwem gen. Stakelberga pozwoliło japońskiej 2 Armii, dowodzonej przez gen. Yasukatę Oku, rozwinąć operacje zaczepne na północ. Pod Dashiqiao jej dywizje (3., 5. i 6.) starły się ponownie z 1 Korpusem Syberyjskim, wspartym przez 4 Korpus Syberyjski pod dowództwem gen. N.P. Zarubajewa. Rosjanie stawili opór 24 lipca 2 Armii, ale o japońskim zwycięstwie zadecydował nocny atak 5 Dywizji. Mimo braku pościgu, Rosjanie ponieśli znaczne straty następnego dnia, gdy udar cieplny powalił wielu niewłaściwie umundurowanych żołnierzy. 
Szczególne sukcesy osiągała rosyjska artyleria. Panowała na polu walki, stosując nowy rodzaj strzelania z zakrytych stanowisk. Rosjanie jednak nie uzyskali dalszego powodzenia. Straty japońskie wyniosły 1 160 żołnierzy, rosyjskie – 819 żołnierzy.
Nie patrząc na ten sukces taktyczny, dowódca Armii Mandżurskiej, gen. Aleksiej Kuropatkin, nie chciał wciągać korpusu w dalsze walki i rozkazał generałowi Zarubajewowi wycofanie. Po wycofaniu rosyjskich wojsk, Japończycy zajęli port Yingkou, odcinając nie tylko drogę lądową, ale i morską do Port Artur. Po walkach pod Dashiqiao gen. Zarubajew wycofał się na pozycje pod Haichengiem, gdzie jego siły zostały połączone z 2. Korpusem gen. M.I. Zasulicza, wycofującego się po walkach Oddziału Wschodniego Armii Mandżurskiej.